# Niekłań Wielki
Niekłań Wielki – wieś w Polsce położona w województwie świętokrzyskim, w powiecie koneckim, w gminie Stąporków.
| SIMC    | Nazwa    | Rodzaj    |
| ------- | -------- | --------- |
| 1018150 | Kałuża   | część wsi |
| 1018189 | Stawki   | część wsi |
| 1018232 | Żakietka | część wsi |

Prywatna wieś szlachecka, położona była w drugiej połowie XVI wieku w powiecie opoczyńskim województwa sandomierskiego. W latach 1973–1976 miejscowość była siedzibą gminy Niekłań Wielki. W latach 1975–1998 miejscowość administracyjnie należała do województwa kieleckiego.
Przez miejscowość przepływa rzeka Czarna Konecka, dopływ Pilicy.
Wieś jest siedzibą rzymskokatolickiej parafii św. Wawrzyńca.

## Historia miejscowości
Pierwsze wzmianki o miejscowości Niekłań pochodzą z roku 1369, wieś należała wtedy do rodziny Odrowążów. W XV w. Jan Długosz podaje, iż wieś należała do parafii Chlewiska. Informacje z początku XVI w. mówią o istnieniu we wsi kuźnic (zlikwidowanych ostatecznie pod koniec XIX w.). W 1509 roku właścicielem wsi był Bernard Libiszewski, a w 1577 odziedziczyli ją bracia Bębnowscy. Właścicielem miejscowości w 1732 był Jan Dziboni. Przeszła ona następnie w ręce rodziny Małachowskich, a ostatecznie została jedną z zasadniczych części majątku rodziny Platerów.
W 2023 roku w Niekłaniu Wielkim stanął pomnik żołnierzy Armii Krajowej „Cichociemnych”.

## Zabytki
- Kościół parafialny pw. św. Wawrzyńca z 1835 r., rozbudowany w 1881 r., wpisany do rejestru zabytków nieruchomych (nr rej.: A.502 z 21.03.1957)[10].
- Park z przełomu XVIII/XIX w. (nr rej.: A.503 z 20.12.1957)[10].

## Osoby związane z Niekłaniem Wielkim
- Danuta Barbara Bytnar-Dziekańska (1924-2008), polska architektka, harcerka, żołnierz Armii Krajowej